# 銭がめ温泉
銭がめ温泉（ぜにがめおんせん）は、石川県金沢市板ヶ谷町にある温泉。湯涌温泉の上流にあり、泉質は異なる。

## 泉質
- ナトリウム・カルシウム - 硫酸塩・塩化物泉（低張性アルカリ性高温泉）
  - 源泉温度 - 44.2度[1]
  - 非加水・非加熱・非循環・消毒剤非使用の掛け流し、飲用可。

## 温泉地・歴史
加賀藩主が鷹狩りの休憩所として使用していたと伝えられる、築300年の庄屋屋敷を利用したお食事処を移築した料理旅館「山下屋 銭がめ」が1軒ある。男女別の内湯があり日帰り入浴可能。
1996年にボーリングにより温泉が湧出した。当初は一般には開放していなかったが2000年頃より、客も利用できるようになった。広告・宣伝を行なっておらず世間にはあまり知られていない。

## アクセス
- 公共交通
  - 金沢駅東口より12番系統 湯涌温泉ゆき（北鉄バス・湯涌線）で55分程度。「芝原」バス停から徒歩40分。終点「湯涌温泉」バス停までの送迎あり。

- 車
  - 北陸自動車道金沢森本ICより県道10号線で約30分。